# Date Nariyoshi
Date Nariyoshi (伊達斉義, 22 avril 1798-13 janvier 1828) est un daimyo (seigneur féodal) de l'époque d'Edo, de 1819 à 1827.

## Source de la traduction
- (en) Cet article est partiellement ou en totalité issu de l’article de Wikipédia en anglais intitulé « Date Nariyoshi » (voir la liste des auteurs).